# Bomarea acutifolia
Bomarea acutifolia es una especie de planta fanerógama perteneciente a la familia de las Alstroemeriáceas. 

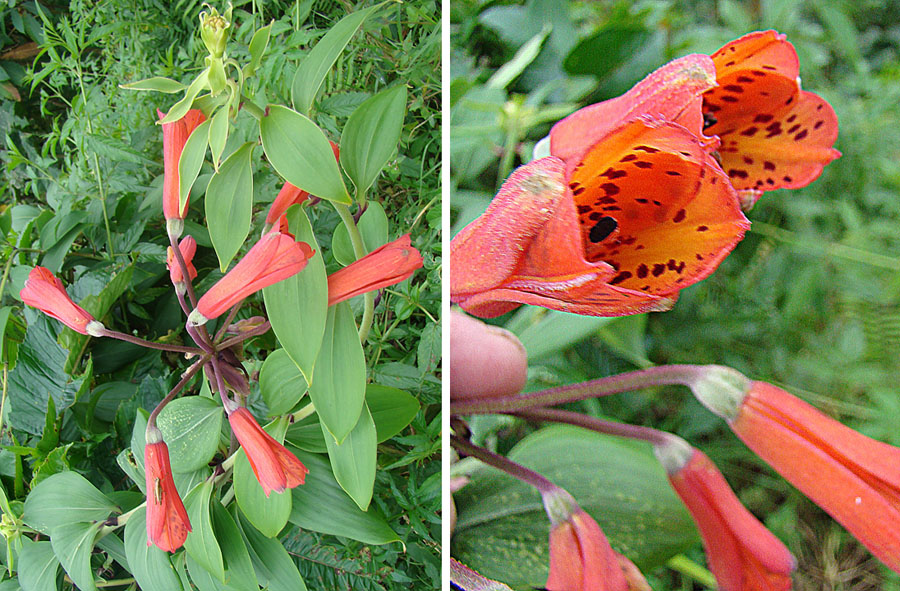
Flores

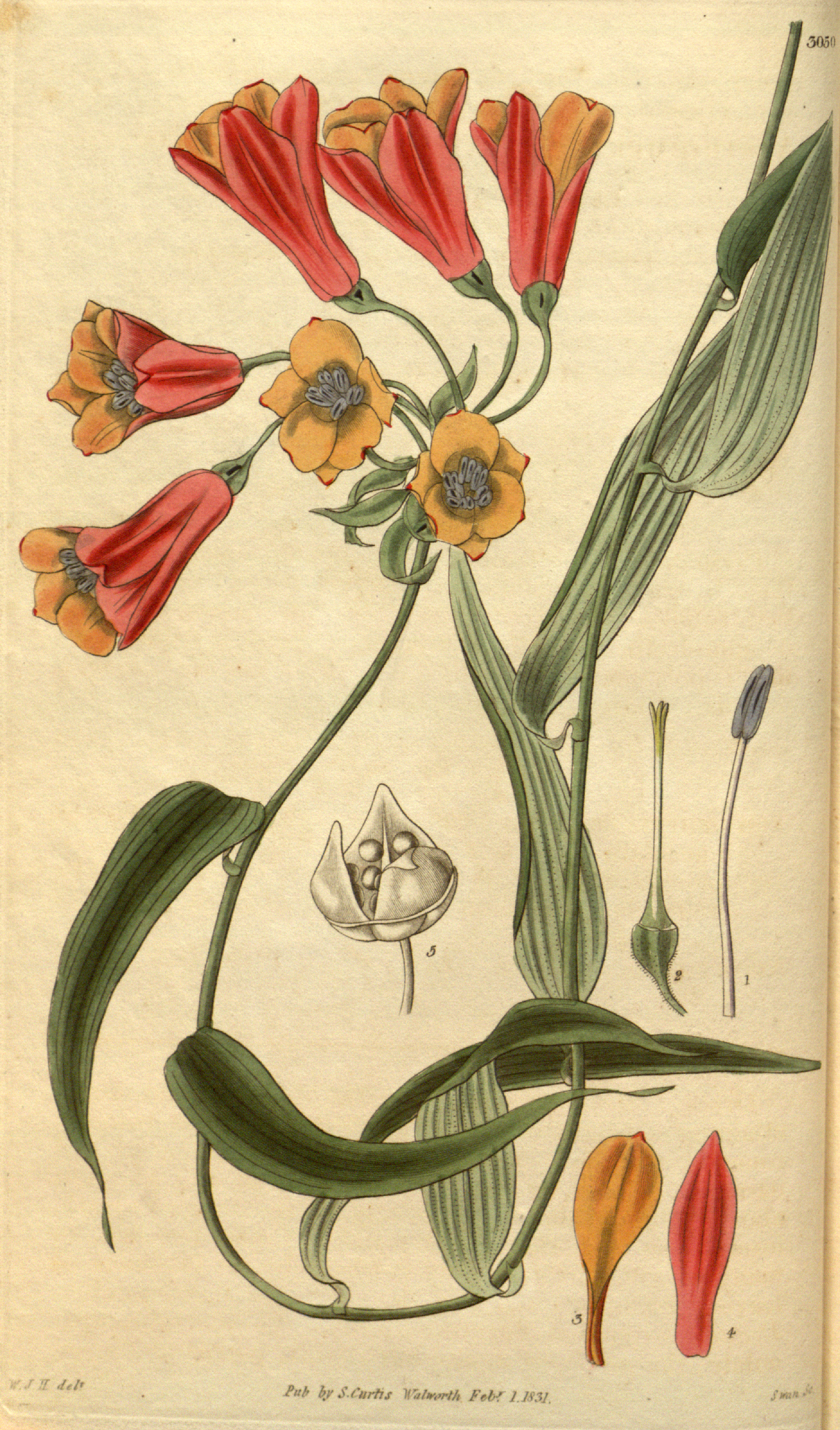
Ilustración

## Descripción
Son bejucos; con tallo de 1.4-3.5 mm de diámetro, generalmente glabro a ligeramente peloso justo abajo de la umbela, raramente totalmente puberulento. Las láminas foliares de 5.9-15.1 x 1.4-5.7 cm, 2.2-3.7 veces más largas que anchas, glabras en el haz, glabras a crespo-pelosas en el envés con tricomas multicelulares en las nervaduras; pecíolo 8-20 mm. Brácteas del involucro 3-9, 1.5-4.9 x 0.3-1.5 cm, glabras a ligeramente pelosas en las nervaduras en el haz; rayos de la umbela 4-18, 2.3-6.5 cm, ligera a densamente pardo puberulentos, no ramificados, generalmente ebracteolados, raramente con 1 bractéola 4-9 mm. Ovario pardo puberulento; sépalos 2.4-3.4 x 0.5-0.9 cm, anaranjado-rojizos, a veces con las puntas verdes; los pétalos  sobrepasando a los sépalos, anaranjados, anaranjado-rojizos o anaranjado-amarillentos (a verdes?) con máculas marrones.

## Distribución y hábitat
Se encuentra en los bosques montanos a una altitud de 1200-3600 metros desde México a Panamá.

## Taxonomía
Bomarea acutifolia fue descrita por (Link & Otto) Herb., y publicado en Amaryllidaceae 112. 1837.
Etimología
Bomarea: nombre genérico que está dedicado al farmacéutico francés Jacques-Christophe Valmont de Bomare (1731-1807), que visitó diversos países de Europa y es autor de “Dictionnaire raisonné universel d’histoire naturelle” en 12 volúmenes (desde 1768).
acutifolia: epíteto latíno que significa "con flores puntiagudas".
Sinonimia
- Alstroemeria acutifolia Link & Otto
- Dodecasperma acutifolia (Link & Otto) Raf.	[3][4]